# 承圣皇后
承圣皇后可以指:
- 孝穆慈慧恭恪庄僖崇天承圣皇后
- 孝肃贞顺康懿光烈辅天承圣皇后